# Steve Overland
Steve Overland, född 1960, är en brittisk musiker. Overland är främst känd som sångare i AOR-bandet FM men är även medlem i banden Shadowman och Wildlife. 2008 släppte han sitt första soloalbum Break Away där musiken spände ifrån melodiös AOR till bluesrock. Han är, tillsammans med Steve Perry och Jimi Jamison, ansedd som en av de främsta vokalisterna inom melodiös rock.

## Diskografi
Wildlife
- Burning (1980)
- Wildlife (1983)

FM
- Indiscreet (1986)
- Tough It Out – (1989)
- Takin' It to the Streets (1991)
- Aphrodisiac (1992)
- Closer to Heaven (1993)
- No Electricity Required (1993) (live)
- Only the Strong – The(Best of) FM (1994)
- Dead Man's Shoes (1995)
- Paraphernalia (1996) (samlingsskiva)
- Long Time No See (2003) (samlingsskiva)
- Long Lost Friends (2005) (samlingsskiva)
- Metropolis (2010)
- Rockville (2013)
- Rockville II (2013)
- Heroes And Villains (2015)
- Futurama (EP)(2014)
- Heroes And Villains (2015)
- Indiscreet 30 (2016)
- Atomic Generation (2018)
- The Italian Job (2019) (DVD/CD + Blu-ray)
- Synchronized (2020)
- Thirteen (2022)
- Old Habbits Die Hard (2024)

So!
- Brass Monkey (2000)

The Ladder
- Future Miracles (2004)
- Sacred (2007)

Shadowman
- Land of the Living (2004)
- Different Angles (2006)
- Ghost in the Mirror (2008)
- Watching Over You (2011)
- Secrets and Lies (2017)

Overland
- Break Away (2008)
- Diamond Dealer (2009)
- Epic (2014)
- Contagious (2016)
- Scandalous (2020)
- Six (2023)

Ozone
- Self Defence (2015)

Groundbreaker
- Groundbreaker (2018)

Lonerider
- Attitude (2019)